# ليندسي فان
ليندسي فـان (بالإنجليزية: Lindsey Van)‏ هي متزلجة قفز أمريكية، ولدت في 27 نوفمبر 1984 في ديترويت في الولايات المتحدة.

## وصلات خارجية
- ليندسي فان على موقع الاتحاد الدولي للتزلج (القفز التزلجي) (الإنجليزية)
- ليندسي فان على موقع أوليمبيديا (الإنجليزية)